# Smartsupp
Smartsupp s.r.o. je česká softwarová společnost založená v roce 2014, která vyvinula stejnojmennou platformu pro online komunikaci firem se zákazníky. Platforma Smartsupp kombinuje live chat, chatboty, nástroje využívající umělou inteligenci a další řešení pro e-commerce.[zdroj?]

## Historie a vývoj

### Založení (2014)
Smartsupp založili v roce 2014 v Brně tři absolventi Vysokého učení technického: Petr Janošík, Dušan Kmeť a Vladimír Šandera. Hlavní myšlenkou zakladatelů bylo poskytnout firmám nástroj pro psanou komunikaci se zákazníky v reálném čase, který bude alternativou tehdy převládající e-mailové podpory. Společnost je oficiálně registrována jako Smartsupp.com, s.r.o. se sídlem na adrese Šumavská 31, budova B, 602 00 Brno (IČO: 03668681).

### První roky a růst jako samofinancovaná společnost (2015)
Smartsupp začínal jako společnost financovaná z vlastních zdrojů (bootstrapped) bez vnějšího financování. V roce 2015 společnost dosáhla ročního obratu 180 000 EUR (cca 5 milionů korun) s více než 6 300 aktivními uživateli, z nichž 1 470 byli platící zákazníci. To byl meziročně 600% růst příjmů.
Společnost se od začátku zaměřovala na integraci s regionálními e-commerce platformami a s analytickými nástroji pro měření konverzí. Zákazníci pocházeli především ze střední a východní Evropy, ale také z Afriky, Jižní Ameriky a Asie. Mezi významné klienty patřily Škoda Auto, Microsoft a SkyPicker.

### Investiční kolo (2016)
Zakladatelé od počátku nevylučovali možnost vnějšího financování v budoucnu [4], což se potvrdilo hned první rok v roce 2015.
V srpnu 2016 získal Smartsupp první větší investici 10 milionů korun od Reflex Capital, Webnode a Spread Capital (investičního fondu Ondřeje Fryce), což představovalo 15% podíl ve společnosti. Zároveň byl Smartsupp s.r.o. oceněn na částku 67 milionů korun.

### Oddělení Smartlook (2020)
Od roku 2016 vznikal pod hlavičkou Smartsupp nový analytický nástroj, který nahrává pohyb návštěvníků na webu. V roce 2020 se oddělil pod názvem Smartlook do samostatné společnosti. Smartlook následně získal další investici v hodnotě 3,6 milionu dolarů, tedy přibližně 75 milionů korun.

### Spojení s ABUGO Group (2024)
Od 1. listopadu 2024 se Smartsupp stal součástí evropské společnosti ABUGO Group SE, která vznikla spojením Smartsupp se společnostmi Shopsys, Reservio a Survio pod vedením CEO Petra Svobody. Celkový obrat holdingu byl v době vzniku skupiny těsně pod hranicí 300 milionů korun.

## Produkty a služby

### Live chat
Smartsupp nabízí live chat widget s možností přizpůsobení CSS a podporou 30 jazyků. Systém umožňuje komunikovat se zákazníky v reálném čase přímo na webových stránkách. Smartsupp také nabízí podporu multichannelu, což klientům umožňuje odpovídat na zprávy z live chatu, WhatsAppu, Messengeru a e-mailu z jednoho místa.

### Chatbot
Tlačítkový chatbot umožňoval firmám vytvářet rozhodovací stromy pro automatické odpovědi na časté dotazy zákazníků. S příchodem Mira AI nákupní asistentky však tento typ chatbota postupně ustupuje do pozadí. Přesto má tlačítkový chatbot stále své místo při řešení základních dotazů a zejména při automatickém sběru kontaktů a generování leadů.

### AI nákupní asistentka
V roce 2024 Smartsupp spustil AI nákupní asistentku využívající umělou inteligenci. Ta čerpá informace z několika zdrojů -- produktového katalogu, webscrapingu webových stránek, textových dokumentů které firma nahraje a konkrétních instrukcí.

### Integrace s ecommerce platformami
Smartsupp poskytuje integrace s globálními e-commerce platformami včetně Shopify, WooCommerce, PrestaShop, Magento a českými platformami jako Shoptet a Eshop-rychle.
Systém nabízí REST API přístup s OAuth autentifikací, WebHooks s HMAC ověřením podpisu. Nabízí také plnou integraci pro Google analytics 4.

### Technologie a správa dat
Smartsupp využívá technologický stack postavený na Node.js, TypeScript, React a Svelte na Amazon Web Services (AWS). Platforma udržuje pravidla GDPR s daty uloženými v Evropské unii, implementuje SSL/TLS šifrování a nabízí komplexní vývojářské nástroje včetně JavaScript SDK a integrace s Google Tag Manager.